# Тавдинские пещеры
Тавдинские или Талдинские пещеры — массив из большого числа пещер (около 30-ти) карстового происхождения в Алтайском районе Алтайского края (вблизи границы с Республикой Алтай), на левом берегу Катуни. Своё название пещеры получили от названия деревни Тавда (второе название — Талда), ранее располагавшейся неподалёку от этих мест. Протяжённость скал с пещерами составляет около 5 км. Входы в пещеры находятся в отвесных скалах и утесах, большая часть из которых легко доступна. В связи с популярностью и большой посещаемостью этого места туристами, некоторые входы даже оборудованы деревянными ступенями, в самые посещаемые туристами пещеры проведён свет. Многие пещеры имеют по несколько входов и соединяются друг с другом, образуя большую взаимосвязанную систему. Вход в легкодоступные пещеры оборудован турникетами и является платным.

## Большая Тавдинская пещера
Пещера под названием «Большая Тавдинская» (другие названия этой пещеры — «Девичьи слёзы», «Тавдинская-1») — это наиболее посещаемая туристами пещера в Тавдинском массиве. Нижние входы в неё находятся в 70-80 м от дороги и видны в просветы между деревьями. Главная галерея довольно просторна и постепенно поднимается. Перепад от самого нижнего входа к высшему составляет 23 метра. На последнем 40-метровом участке, перед самым высшим входом, галерея, возвышаясь, закручивается спиралью, перекрывая свою нижнюю часть и образуя уступ.
Во время археологических раскопок в пещере были обнаружены предметы гончарного производства, рыболовные принадлежности. Найдены также предметы, относящиеся к эпохе бронзы.

## Тавдинская карстовая арка

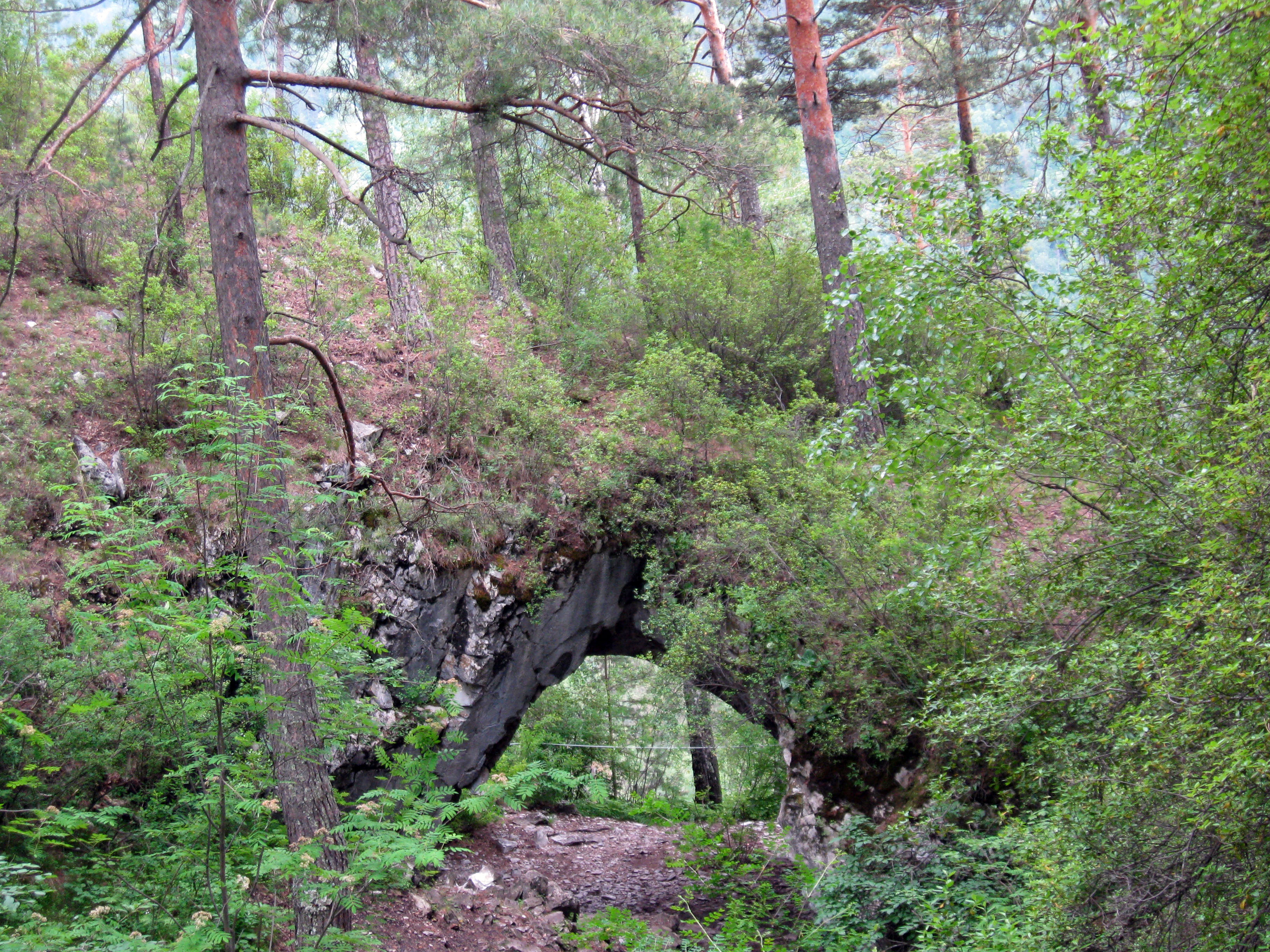
Тавдинская карстовая арка

Уникальна Тавдинская карстовая арка. Она представляет редкую форму — остаток свода карстового туннеля или пещеры, имевший первоначально вид широкого пролёта — моста, а позднее — арки. Тавдинская арка находится на высоте около 80 метров над уровнем воды реки Катунь. Ширина сквозного отверстия арки колеблется от 3 до 13 метров, высота — от 3 до 5 метров. Свод арки, толщиной 5 метров, покрыт редкой травяной растительностью и соснами. С 1996 г. Тавдинская карстовая арка имеет статус памятника природы.